# Næstved (stacja kolejowa)
Næstved - stacja kolejowa w Næstved, w Danii. Znajduje się tu 5 peronów.